# Regula Mühlemann

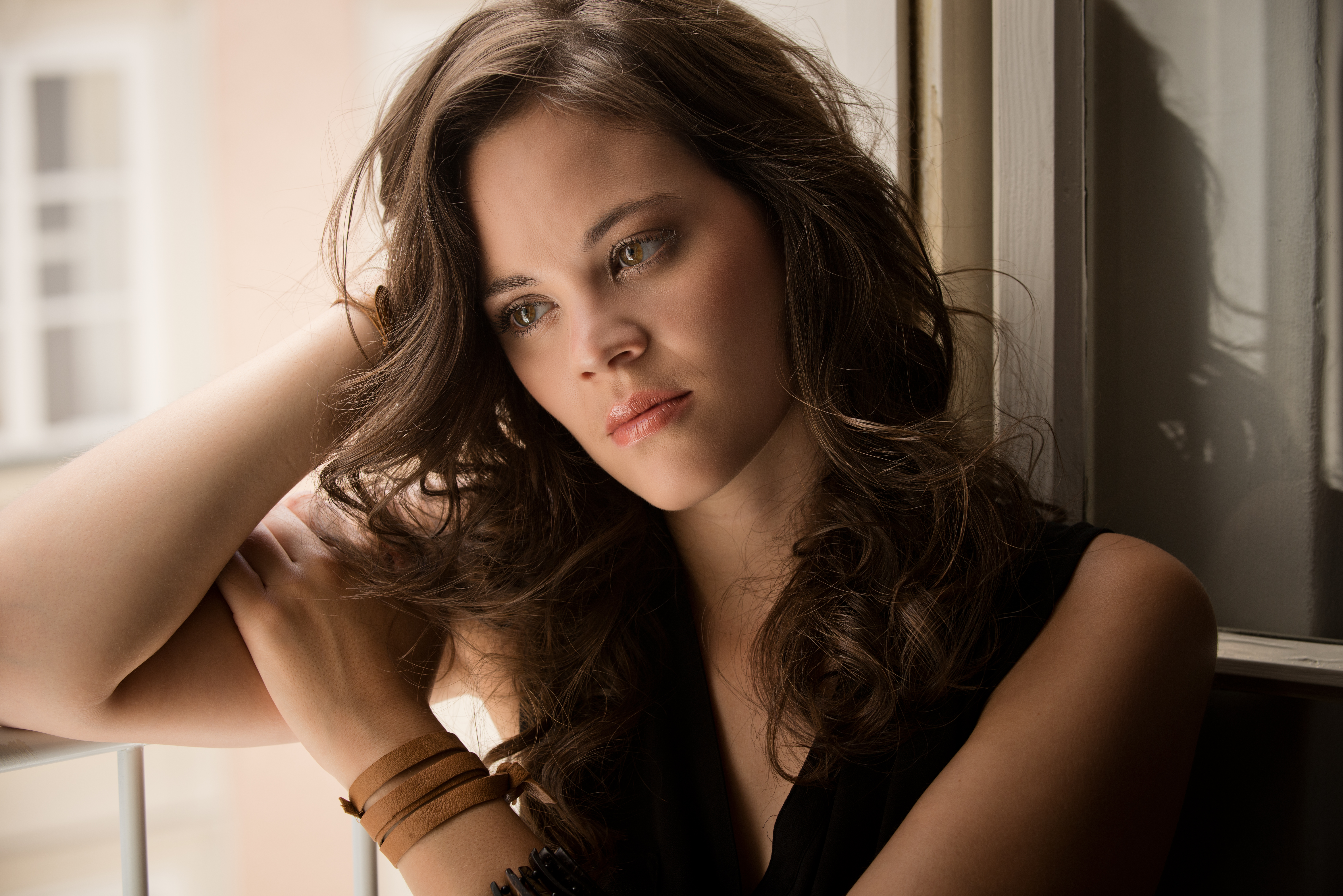
Regula Mühlemann (2012)

Regula Mühlemann (* 7. Januar 1986 in Luzern) ist eine Schweizer Opernsängerin.

## Leben
Regula Mühlemann wuchs im luzernischen Adligenswil auf und studierte an der Hochschule Luzern bei Barbara Locher. Erste Erfahrungen auf der Opernbühne sammelte die junge Sopranistin schon früh am Luzerner Theater.
Danach führten sie Engagements u. a. als Despina (Così fan tutte) an das Teatro La Fenice nach Venedig, an das Opernhaus Zürich und an das Festspielhaus Baden-Baden, wo sie als Giannetta in Gaetano Donizettis L’elisir d’amore zu erleben war. Im Sommer 2012 gab sie ihr Debüt als junge Papagena in der Oper Das Labyrinth von Peter von Winter bei den Salzburger Festspielen. Seither war Regula Mühlemann an vielen der wichtigsten Opern- und Konzerthäuser der Welt zu hören, darunter u. a. der Accademia Nazionale di Santa Cecilia, der Nederlandse Opera, der Opéra national de Paris, der Berliner Staatsoper, dem Theater an der Wien, dem Teatro Regio in Turin, der Walt Disney Concert Hall in Los Angeles oder am Verbier Festival und Lucerne Festival in der Schweiz. Ihr Debüt als Susanna in Le nozze di Figaro gab sie im September 2017 am Grand Théâtre de Genève. Als Juliette in Gounods Roméo et Juliette brachte sie im November 2018 am Luzerner Theater erstmals eine große romantische Rolle auf die Bühne. Ihr Hausdebüt an der Wiener Staatsoper gab sie im Februar 2020 mit ihrem Rollendebüt als Adina in L’elisir d’amore.
Regula Mühlemann war Finalistin des «Prix Credit Suisse Jeunes Solistes» in Genf und erhielt zahlreiche Preise, darunter ein Stipendium der Friedl Wald Stiftung, des Migros-Kulturprozents, der Elvira-Lüthi-Wegmann-Stiftung, der Professor Armin Weltner und der Jmanuel und Evamaria Schenk Stiftung. 2015 war sie Finalistin des Wettbewerbs Cardiff Singer of the World.
Regula Mühlemanns Diskographie umfasst u. a. Gioachino Rossinis Petite Messe solennelle, Le nozze di Figaro mit Rolando Villazón und Thomas Hampson unter der musikalischen Leitung von Yannick Nézet-Séguin sowie ihr Debütalbum Mozart Arias, das im Februar 2017 den Preis der deutschen Schallplattenkritik gewann.
Grössere Bekanntheit erlangte Regula Mühlemann durch Jens Neuberts Verfilmung der Oper Der Freischütz von Carl Maria von Weber, in der sie die Rolle des Ännchens verkörperte. In einer weiteren Filmadaption von Christoph Willibald Glucks Oper Orfeo ed Euridice war Regula Mühlemann an der Seite von Bejun Mehta als Amor zu sehen. 2016 und 2019 war sie im Rahmen des ZDF-Adventskonzerts aus Dresden zu hören.
In dem 2018 erschienenen Dokumentarfilm Der Klang der Stimme zeigt sie Einblicke in ihre Arbeit und ihre Beziehung zum Singen.

## Auszeichnungen
- 2008: Finalistin des «Prix Credit Suisse Jeunes Solistes» (Genf)
- 2009: Stipendium der Friedl-Wald-Stiftung
- 2010: Semifinalistin beim Concours Ernst Haefliger (Gstaad)
- 2011: Stipendium des Migros-Kulturprozents
- 2011: Stipendium der Elvira-Lüthi-Wegmann-Stiftung
- 2011: Stipendium der Professor Armin Weltner Stiftung
- 2011: Stipendium und Publikumspreis der Jmanuel und Evamaria Schenk Stiftung
- 2012: Stipendium des Migros-Kulturprozents
- 2017: Preis der deutschen Schallplattenkritik
- 2018: Opus Klassik als Nachwuchskünstlerin des Jahres (Gesang)[8]
- 2023: Opus Klassik in der Kategorie "Gesang Solo" (für das Album "Fairy Tales")[9]

## Diskographie
- 2014: Gioachino Rossini: Petite Messe solennelle (Sony Classical)
- 2016: Wolfgang Amadeus Mozart: Le nozze di Figaro (Deutsche Grammophon)
- 2016: Mozart Arias (Sony Classical)
- 2016: Festliches Adventskonzert 2016 aus der Dresdner Frauenkirche (Sony Classical)
- 2017: Johann Sebastian Bach: Weihnachtsoratorium (Carus)
- 2017: Lieder im Volkston (OehmsClassics)
- 2017: Georg Philipp Telemann: Reformations Oratorium (Sony Classical)
- 2017: Cleopatra – Baroque Arias (Sony Classical)
- 2018: Wolfgang Amadeus Mozart: La Clemenza di Tito (Deutsche Grammophon)
- 2019: Diverse Komponisten: Lieder der Heimat (Sony Classical)
- 2019: Wolfgang Amadeus Mozart: Die Zauberflöte (Deutsche Grammophon)
- 2020: Mozart Arias II (Sony Classical, mit dem Kammerorchester Basel unter Leitung von Umberto Benedetti Michelangeli)
- 2022: Fairy Tales (Sony Classical, mit den Chaarts Chamber Artists)

## DVD
- 2010: Carl Maria von Weber: Der Freischütz (Constantin Film)
- 2013: Wolfgang Amadeus Mozart: Die Zauberflöte (Berliner Philharmoniker)
- 2014: Christoph Willibald Gluck: Orfeo ed Euridice (Arthaus Musik)
- 2014: Gaetano Donizetti: L’elisir d’amore (Deutsche Grammophon)